# Lieuwe Westra
Lieuwe Westra (ur. 11 września 1982 w Mûnein, zm. 14 stycznia 2023 w Zwaagdijk) – holenderski kolarz szosowy. Olimpijczyk (2012), uczestnik mistrzostw świata w kolarstwie szosowym. Dwukrotny mistrz kraju w jeździe indywidualnej na czas (2012 i 2013).
Zakończył karierę sportową po sezonie 2016.
14 stycznia 2023 został odnaleziony martwy na terenie swojej firmy w Zwaagdijk.
Kolarstwo uprawiał również jego brat, Jan-Hendrik Westra.

## Osiągnięcia
Opracowano na podstawie:

2007
- 1. miejsce na 2. etapie OZ Wielerweekend

2008
- 2. miejsce w Olympia’s Tour
- 1. miejsce na 2. etapie Tour Alsace
- 3. miejsce w Schaal Sels
- 3. miejsce w Duo Normand

2009
- 1. miejsce w Arno Wallaard Memorial
- 1. miejsce w Tour de Picardie
  - 1. miejsce na 1. etapie

2010
- 3. miejsce w mistrzostwach Holandii (jazda indywidualna na czas)
- 3. miejsce w Chrono des Herbiers

2011
- 3. miejsce w Volta ao Algarve
- 1. miejsce w Classic Loire Atlantique
- 2. miejsce w Driedaagse van De Panne-Koksijde
- 1. miejsce w prologu Ronde van België

2012
- 2. miejsce w Paryż-Nicea
  - 1. miejsce na 5. etapie
- 2. miejsce w Driedaagse van De Panne-Koksijde
- 2. miejsce w Baloise Belgium Tour
- 1. miejsce w mistrzostwach Holandii (jazda indywidualna na czas)
- 1. miejsce w Danmark Rundt
  - 1. miejsce na 5. etapie

2013
- 3. miejsce w Volta ao Algarve
- 1. miejsce na 1. etapie Tour of California
- 1. miejsce w mistrzostwach Holandii (jazda indywidualna na czas)

2014
- 1. miejsce na 7. etapie Volta Ciclista a Catalunya
- 1. miejsce na 7. etapie Critérium du Dauphiné

2016
- 1. miejsce w Driedaagse van De Panne-Koksijde

## Rankingi
| Rok             | 2009 | 2010 | 2011 | 2012 | 2013 | 2014 | 2015 | 2016 |
| --------------- | ---- | ---- | ---- | ---- | ---- | ---- | ---- | ---- |
| UCI World Tour  |      |      | 197. | 55.  | 112. | 120. | 176. | -    |
| World Ranking   |      |      |      |      |      |      |      | 286. |
| UCI Europe Tour | 38.  | 104. |      |      |      |      |      | 169. |
|                 |      |      |      |      |      |      |      |      |
| Źródło: UCI     |      |      |      |      |      |      |      |      |